# Polonia Kępno
Polonia 1908 Marcinki Kępno – polski klub piłkarski z Kępna założony w 1908 roku. Największym sukcesem klubu było 5. miejsce w III lidze w sezonie 1954. Od sezonu 2021/2022 w wyniku fuzji Polonii Kępno i MUKS-u Marcinki Kępno klub występuje pod obecną nazwą.
W sezonie 2025/2026 drużyna występuje w V lidze, gr. wielkopolskiej III.

## Historia

### XXI wiek
Początek wieku oznaczał dla Polonii Kępno rywalizację w IV lidze, w której znajdowała się do sezonu 2003/2004, po którym spadła z ligi. Już w następnym sezonie zespół wycofał się po rundzie jesiennej z klasy okręgowej. Do rozgrywek seniorskich Polonia wróciła w sezonie 2006/2007 zaczynając od klasy B. Na VII szczeblu (najpierw w klasie B, a po reformie w 2008 roku w klasie A) drużyna z Kępna spędziła 3 sezony, po których awansowała do klasy okręgowej. Na kolejny awans Polonia musiała czekać do sezonu 2014/2015, po którym powróciła do IV ligi (już jako V szczebel rozgrywkowy) po 11 latach nieobecności. Od tego momentu do sezonu 2023/2024 występowała na tym szczeblu rozgrywkowym, po którym spadła do V ligi w wyniku przegranego barażu z Polonią Golina.